# Bazaar (logiciel)
Pour les articles homonymes, voir Bazaar et Bzr.
Bazaar (bzr en ligne de commande) est un système de gestion de versions libre sponsorisé par Canonical Ltd. Il appartient à la catégorie des systèmes de gestion de version décentralisée. Ainsi, chaque copie de travail est un dépôt complet, et celui-ci contient tout l'historique.
Bazaar est un logiciel libre écrit en Python et maintenu par le projet GNU depuis la version 1.2 rendue publique le 15 février 2008,.

## Caractéristiques
Les développements se focalisent sur la facilité d'utilisation et la flexibilité. Bazaar repose donc sur un jeu de commande très restreint. Il est aussi possible de l'utiliser avec différents schémas de développements : chaque développeur dispose de sa propre branche, les développeurs disposent d'un dépôt commun, etc.
Bazaar facilite également l'interopérabilité avec d'autres systèmes de gestion de version et dispose de librairies pour lire l'historique des différentes versions d'un projet depuis Subversion, git ou CVS par exemple. Il est également possible de conserver le tronc d'un développement d'un projet sur un autre système de version tel que subversion, et faire des imports continus de ce tronc vers une branche Bazaar, qu'il sera ensuite possible d'utiliser pour faire d'autres branches et des merges. Un tel procédé a déjà été mis en place pour Emacs et d'autres projets.

## Sites d'hébergement de code source
Bazaar peut être utilisé en association avec des sites hébergeant le code source tels que Launchpad, Sourceforge, GNU Savannah ou Fedora Hosted, afin de permettre la collaboration d'un grand nombre de personnes sur un même projet. L'avantage est que chaque contributeur modifiant le code peut stocker sa version sur une branche du projet qui lui est propre. Lorsqu'il considère que les modifications qu'il a apporté sont suffisamment matures, il peut demander la fusion (ou le mélange) de sa branche avec la branche principale du projet. Les responsables du projet vont alors examiner sa demande et effectuer le mélange des deux versions à l'aide de Bazaar (commande bzr merge).

## Projets ayant utilisé Bazaar
- Ubuntu[5]
- Armagetron[6]
- Bugzilla
- GNU Emacs[7] (de 2008 à 2013)
- GNU GRUB[8]
- GNU Mailman[9],[10]
- GNU PDF[11]
- Inkscape[12]
- MySQL[13]
- GNOME bindings for Java[9],[14]
- Squid[15]
- Stellarium
- Beautiful Soup[16]